# 曾希聖
曾希聖（1904年10月11日—1968年7月15日）。别名曾勉，字腾光，男，汉族，湖南兴宁人，中国政治人物。大跃进时期安徽省的主要领导人。

## 生平
曾希圣是湖南兴宁东乡（今资兴州门司乡）牵牛坳人。1922年在湖南第三师范学校读书时参加中国社会主义青年团。1924年考入黄埔军校四期，后因病退学转入国民党中央政治讲习班，并加入中国国民党。1926年赴苏联留学，1927年回国并加入中国共产党。
1930年调任长江局军委秘书长，从事侦察、情报和兵运工作。1931年任中国工农红军总司令部侦察科长。1933年起任中央革命军事委员会第二局局长，为中央红军提供大量准确的情报，获二等红星奖章。抗战时期，任新四军第7师政治委员兼19旅政治委员，中共皖江区委书记。第二次国共内战时期，任山东野战军第7师政治委员、华东野战军第4纵队政治委员。1948年任豫西军区司令员，1949年起历任皖北军区司令员兼政治委员、中共皖北区党委书记、第二野战军副参谋长、豫西军区司令员。
1949年后，任中共皖北区委书记，中共安徽省委第一书记、安徽省人民政府主席。1958年冬，曾希圣盲目兴修水利，计划8亿土石方，最后上报数字是64亿土石方。1959年4月29日，毛泽东在《党内通讯》中发表文章，指出对全国在农业生产上搞浮夸的担忧。但是曾希圣扣发文件不往下传达。曾希圣还将反浮夸风的副省长张恺帆打成反党集团。曾希圣在‘大跃进’期间积极推行极左路线，导致数以百万计的农民在三年大飢荒時期饿死。官方出版的《安徽省志·人口志》承认为407万。
1960年9月成立华东局，兼任华东局第二书记。1960年11月，又兼任山东省委第一书记，把家搬到济南，把主要精力放在山东，以扭转山东局面。對於曾希聖由安徽調職山東，研究救災的學者周飞舟指出“灾荒比山东更为严重的安徽省委第一书记竟然被调到山东去当第一书记救灾，可见其隐瞒本省灾情的本领之高。”1961年，华东局第一书记柯庆施到安徽，批评了安徽省的饥荒。曾希圣给中共中央和毛泽东写信，要求辞去山东省第一书记，回安徽克服困难，战胜饥荒。中央批准了曾希圣的请求。曾希圣在安徽推动“责任田”——包产到队、定产到田、责任到人。曾希圣曾向毛泽东提议推广包产到户但遭毛拒绝。
1962年七千人大会，定的四个重灾省没有安徽。七千人大会的最后一天，安徽某市委副书记写信：“安徽问题没有得到解决”。中央与毛泽东很重视，责成会议延期，刘少奇与安徽代表开座谈会。2月3日，刘少奇在北京友谊宾馆再次参加安徽大组会议，经过三天半讨论。会上，安徽党政主要领导先后做了检讨。2月7日七千人大会结束，安徽代表留下来继续开会。2月9日晚上，刘少奇第三次与会，对安徽问题下了定论，曾希圣被免去安徽省委第一书记职务，调离安徽，专任华东局第二书记，实际上为虚职。他从此失去实权，开始淡出政治舞台。对曾希圣七千人大会后被免职的原因现在大致有两种说法：一种说法是由于1961年他在安徽农村推行“包产到户”，被中共领导人视为“复辟资本主义”，“犯了方向性错误”；另一种说法认为主要是因为“他在‘大跃进’期间积极推行极左路线，导致数以百万计的农民被饿死”。
1965年8月，经毛泽东的批准，曾希圣转赴成都出任西南局书记处书记。。文化大革命中，曾希圣因为当年扣押毛泽东反浮夸风的文件不向下传达，遭到群众批判，1968年7月15日在北京去世。1978年邓小平为其恢复名誉。
曾希圣是邓小平与卓琳结婚的介绍人。

其兄曾中生为鄂豫皖苏区领导人之一。

## 评价
因为中央革命军事委员会第二局在长征中的贡献，曾希圣受到毛泽东的表扬：“没有二局，长征是难以想象的，有了二局，我们就像打着灯笼走夜路。”

## 著作
《曾希圣文选（1939-1961）》，人民出版社2008

## 延伸阅读
- 尹曙生，读曾希圣给中央的检查，炎黄春秋2013年第1期 （页面存档备份，存于）

| 中国共产党职务         | 中国共产党职务                               | 中国共产党职务                   |
| ---------------------- | -------------------------------------------- | -------------------------------- |
| 新頭銜                 | 中国共产党安徽省委员会第一书记 1952年—1962年 | 繼任： 李葆華                    |
| 前任： 舒同            | 中国共产党山东省委员会第一书记 1960年—1962年 | 繼任： 谭启龙                    |
| 中華人民共和國政府职务 |                                              |                                  |
| 新頭銜                 | 安徽省人民政府主席 1952年—1955年             | 繼任： 黄岩 安徽省人民委员会省长 |